# Village de Bamboula
Vous lisez un « bon article » labellisé en 2022.
Le village de Bamboula (ou village Bamboula) est une ancienne reconstitution de village africain au sein du parc zoologique Safari Africain (renommé Planète sauvage en 1999), situé sur la côte atlantique française, à Port-Saint-Père, près de Nantes, dans le département de Loire-Atlantique. Il est considéré comme étant le dernier zoo humain en France.
Inauguré le 13 avril 1994, il est créé dans le but de promouvoir le tourisme en Côte d'Ivoire, et en partenariat avec la Biscuiterie Saint-Michel qui y voit l'occasion de mettre en avant ses biscuits chocolatés Bamboula. Pour cela, Dany Laurent, directeur du parc Safari Africain, décide de faire venir des Ivoiriens qui vivraient dans ce village afin d'y présenter le folklore de leur pays.
Les Ivoiriens, dont les passeports sont confisqués, travaillent dans des conditions difficiles, bénéficient de salaires bien moindres que le minimum légal en France, ne peuvent pas sortir du village et couchent sur des matelas à même le sol. L'administration française est pointée du doigt pour avoir autorisé une enclave du droit du travail en appliquant le droit ivoirien sur le sol français. Le collectif « Non à la réserve humaine », composé de plusieurs associations et mené par la CGT, se mobilise alors afin de dénoncer les faits qui y ont lieu et les procédures mises en place dans le village, tant en ce qui concerne le droit du séjour que le droit du travail qui seraient en contradiction totale avec les lois du territoire français.
La polémique autour du village de Bamboula entraîne sa fermeture en septembre 1994 ainsi que la disparition des biscuits et du personnage Bamboula de la Biscuiterie Saint-Michel. Le 1er juillet 1997, le tribunal de grande instance de Nantes condamne le parc pour des violations du droit du travail et de droits aussi fondamentaux que celui « d'aller et venir », au préjudice des « contractants ivoiriens ». En 2022, le documentaire Le Village de Bamboula, raconté en voix off par le réalisateur Jean-Pascal Zadi, et réalisé par Yoann de Montgrand et François Tchernia, est consacré à ce village.

## Contexte

### Zoos humains et traite négrière

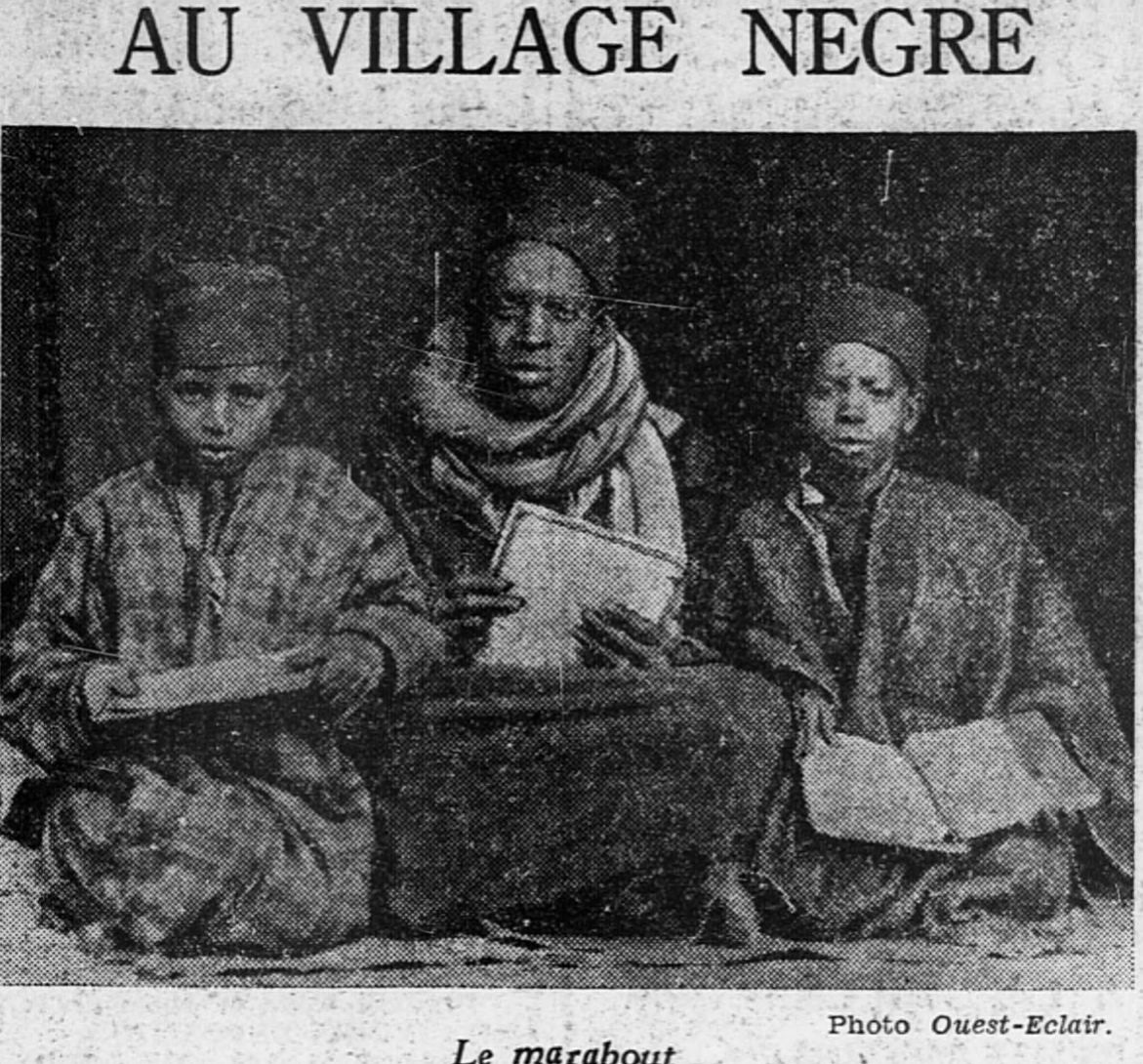
Zoo humain à Rennes en 1929.
Coupure de presse tirée de L'Ouest-Éclair du 1er mai 1929.

Le concept des zoos humains, dont l'objectif est de mettre en scène des « populations exotiques », apparaît en Europe dans les années 1870. D'après les historiens Nicolas Bancel, Pascal Blanchard et Sandrine Lemaire, l'apparition, l'essor et l'engouement pour les zoos humains sont dus à la construction d'un imaginaire social sur l'autre (colonisé ou non), à la théorisation scientifique de la « hiérarchie des races » dans le sillage des avancées de l'anthropologie physique et à l'édification d'un empire colonial alors en pleine construction. En France, des millions de spectateurs sont attirés par ce type d'exhibition de 1877 jusqu'au début des années 1930. En effet, le public finit par s'en lasser à cette période, les zoos humains se trouvant progressivement en décalage avec la demande sociale.
Par ailleurs, Nantes (qui est située à environ 25 km de Port-Saint-Père), est connue comme ayant été le premier port de la traite négrière en France,. En effet, il est estimé que 550 000 à 600 000 individus auraient été déportés sur des navires nantais et environ 40 % des expéditions de traite française seraient parties de cette ville sur l'ensemble du XVIIIe siècle et dans les premières décennies du XIXe siècle.

### Biscuiterie Saint-Michel et Safari Africain
En 1987, la Biscuiterie Saint-Michel lance son biscuit chocolaté Bamboula,, dont la mascotte est un petit garçon noir vêtu d'une peau de bête et coiffé d'un béret basque au motif léopard.
D'après la linguiste et sémiologue Marie Treps, chercheuse au CNRS, le mot « bamboula » est dérivé de ka-mombulon et kam-bumbulu qui signifient « tambour » en langues sarar et bola parlées en Guinée portugaise,. Il était utilisé pour désigner une fête exubérante. Cependant, ce terme neutre devient une insulte raciste au fil du temps,. En effet, Treps rappelle que bamboula désigne toute danse de caractère violent et primitif dans le contexte colonial du XIXe siècle. Il devient ensuite un synonyme argotique de fête lors de la Première Guerre mondiale par le biais de l'argot militaire des tirailleurs algériens (« faire la bamboula »), ce terme faisant référence dans un même temps aux tirailleurs sénégalais. Finalement, il finit par désigner les Africains avec une forte connotation raciste.
Néanmoins, les études marketing précédant le lancement du biscuit Bamboula semblent faire fi du caractère péjoratif du mot. La commercialisation de ce produit s'avère un succès et de nombreux produits dérivés voient le jour (bandes dessinées, autocollants, figurines, etc.).
En 1992, Dany Laurent et son épouse Monique, déjà à l'origine du zoo de La Boissière-du-Doré (créé en 1984), ouvrent un parc animalier et safari à Port-Saint-Père. L'idée part du constat que « tout le monde n'a pas les moyens de s'offrir un safari au Kenya » et l'objectif est de « faire rêver les gens » le temps d'une « journée de dépaysement ». Ce nouveau parc, dont les travaux ont commencé le 15 octobre 1991 pour se terminer le 1er mai de l'année suivante, porte alors le nom de Safari Africain et présente environ 500 animaux sur un complexe de 100 hectares avec une piste safari de 8 km.
Au début des années 1990, des promoteurs ont pour objectif de développer le tourisme dans le Pays de Retz et de créer de l'emploi. Pour cela, ils souhaitent permettre à des sponsors d'associer leur marque au parc animalier et la Biscuiterie Saint-Michel y voit une occasion de promouvoir son produit phare de l'époque, les Bamboula. L'association entre Safari Africain et la marque aux biscuits chocolatés va alors se faire par le biais de la création du « Village de Bamboula »,,,.

## Présentation du village de Bamboula

### Projet de village africain

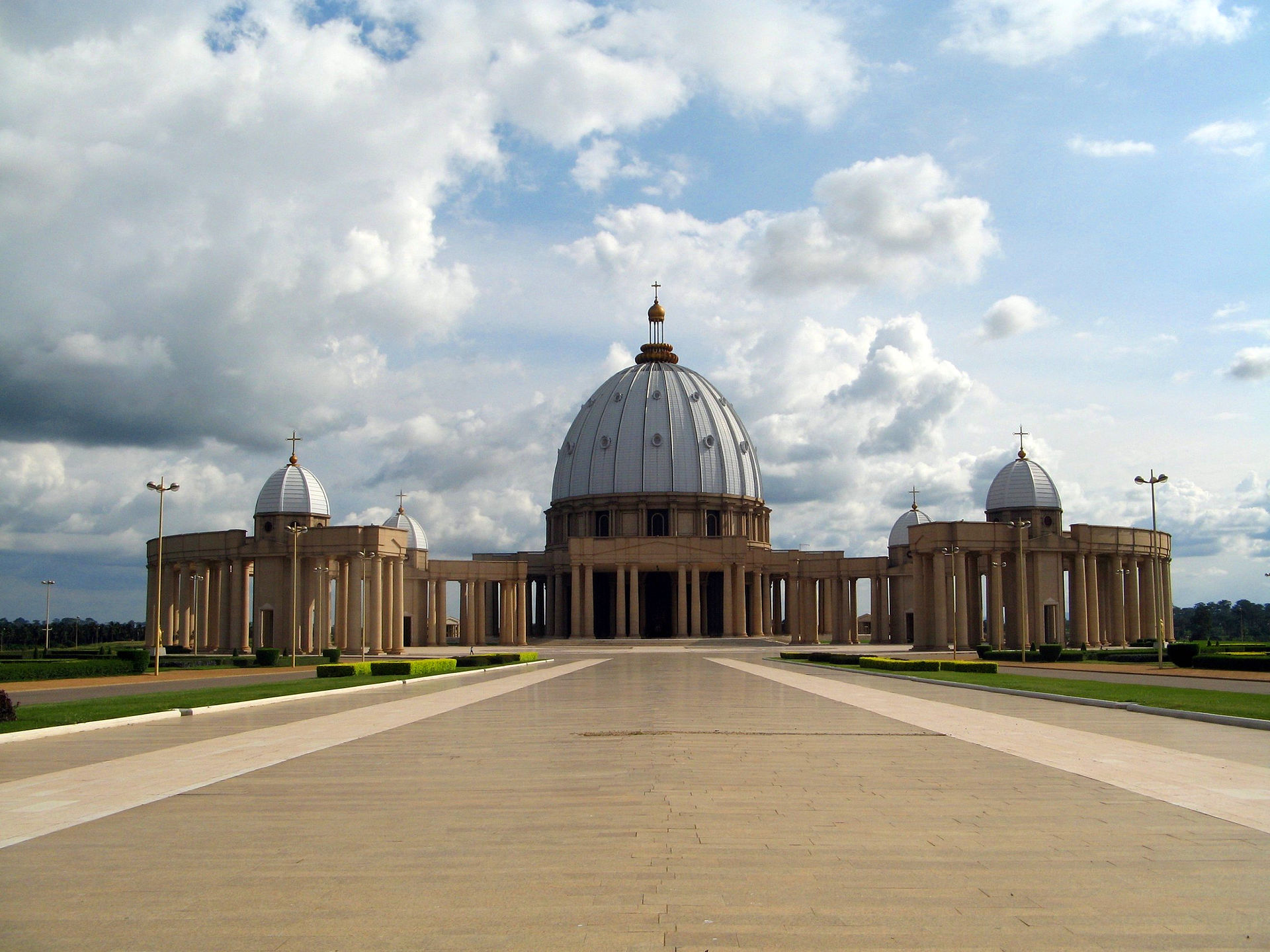
Dany Laurent, directeur du parc, se rend en 1994 à la basilique de Yamoussoukro pour les obsèques du président Houphouët-Boigny. Il y engage des contacts utiles à son projet.

Durant l'hiver 1993, Dany Laurent fait construire un village par des ouvriers spécialement venus de Côte d'Ivoire. En novembre 1993, il déclare que « ce village, c'est une première sur le sol français et même sur le sol européen. Je me suis inspiré d'un village authentique qui s'appelle Fégéré en Côte d'Ivoire. J'ai voulu que ce soit une vraie reconstitution. […] Le but ici est de promouvoir le tourisme en Côte d'Ivoire. En contrepartie, le ministère du tourisme nous offre des artisans et un groupe [d'artistes] pour assurer l’animation toute la saison ».
Le village de Bamboula n'est, à l'origine, qu'un espace commercial avec des boutiques et des restaurants,, avec la volonté de décliner une partie du parc sous l'univers du personnage de Bamboula. Mais Dany Laurent, directeur du parc Safari Africain, veut pousser le concept plus loin en décidant de faire venir des Ivoiriens qui vivraient dans ce village.
Alors que l'idée de la création d'un tel village est en cours de réflexion, Dany Laurent, qui connaît bien la Côte d'Ivoire, se rend aux obsèques du président ivoirien, Félix Houphouët-Boigny, (mort le 7 décembre 1993), qui ont lieu à la basilique de Yamoussoukro le 7 février 1994. Lors de son voyage, il présente son projet à ses contacts qui lui parlent d'une troupe, Djolem, dont les musiciens et les chanteurs pourraient convenir afin de devenir les « habitants » de ce village. Laurent fait alors affaire avec le directeur de la troupe d'artistes, Salif Coulibaly, en lui faisant signer un contrat de six mois afin qu'ils se produisent dans son parc,. Les Ivoiriens arrivent en mars 1994 à Port-Saint-Père, « dans un dénuement total » selon Eugénie Bamba, présidente de la Ligue des droits de l'Homme en Loire-Atlantique de 1993 à 1995.

### Publicité
Le parc publie un prospectus publicitaire sur lequel il est écrit que le village « est construit par ses artisans, protégé par les fétiches qui défendent l'entrée du bois sacré. Ce village de terre avec ses cases arrondies nous transporte au cœur de l'Afrique Noire ». Sa visite est comme une « aventure sereine, colorée et inoubliable ». Il est également précisé qu'au village « le folklore a le goût de l'authentique, les jeunes chantent et dansent au rythme des coutumes ancestrales ».
Des encarts publicitaires dans les journaux et des affiches sur des panneaux 4 mètres sur 3 sont aussi réalisés. Par exemple, quelques jours avant l'inauguration du parc, le quotidien régional Ouest-France publie en une de son journal une photo d'une Africaine aux seins nus faisant de la publicité pour le village africain de Port-Saint-Père.

### Infrastructures et inauguration
À l'entrée du parc, se trouvent une statue géante représentant un petit garçon noir vêtu d'un pagne au motif léopard ainsi qu'une pancarte avec l'inscription « Le village de Bamboula » et le logo de la biscuiterie Saint-Michel. Les cases, avec des toits de chaume, sont construites en argile.
Le 13 avril 1994, Safari Africain inaugure le village de Bamboula comprenant 25 hommes, femmes et enfants ivoiriens qui devaient travailler et danser en tenue traditionnelle devant le public fréquentant le parc animalier. Le Premier ministre ivoirien Daniel Kablan Duncan est présent le jour de l'inauguration ainsi que trois autres ministres ivoiriens (dont le ministre de l'Environnement et du Tourisme, Lanciné Gon Coulibaly) et de nombreux élus français.

## Conditions de travail et mobilisation

### Conditions de travail
D'après leur contrat, les habitants du village sont sous l'autorité de l'Office ivoirien du tourisme et de l'hôtellerie et donc de la législation ivoirienne, ce qui ne semble pas poser de problème aux politiques locaux. Le droit ivoirien s'appliquant alors, les salaires sont déterminés en francs CFA : entre 50 000 et 120 000 pour les artistes (soit entre 76 et 182 euros) et 300 000 (457 euros) pour les artisans. Peu de temps après l'inauguration du village, le directeur général adjoint de la Direction départementale du travail reconnaît avoir signé une autorisation collective de travail. Or, la demande émanant de Dany Laurent et non du ministère ivoirien du Tourisme, c'est la législation française qui devrait être appliquée. Les Ivoiriens n'ont également pas de visa de travail ni de sécurité sociale et, d'après le directeur du parc animalier, ils seront rapatriés dans leur pays en cas de maladie. Aucune scolarisation n'est prévue pour les enfants qui seront pris en charge par l'ancien de la troupe « comme dans une école de cirque », la Direction du travail confirmant qu'ils sont au nombre de cinq (dont deux filles de 12 ans et un garçon de 10 ans). D'après la Fédération syndicale unitaire, aucune autorisation de travail n'avait été accordée aux mineurs, le juge pour enfants n'ayant pas été informé de leur venue. Enfin, face à l'inquiétude de la Préfecture sur d'éventuels risques d'immigration clandestine, la direction du parc décide de conserver les passeports des Ivoiriens dans un coffre afin qu'ils ne puissent pas sortir du parc.
Les quatorze membres du Djolem (ensemble artistique ivoirien créé par Salif Coulibaly en 1984) sont logés dans deux chambres où les femmes et les hommes sont séparés. Ainsi, six femmes vivent dans 12 m2 et huit hommes dans 14 m2, alors que le droit du travail prescrit au minimum 6 m2 par personne. Par ailleurs, les adultes et les enfants dorment ensemble sur des matelas posés à même le sol. Quant aux artisans, il s'avère qu'ils manquent aussi d'espace. La direction départementale du travail et de l'emploi va néanmoins estimer que leurs conditions de vie sont « correctes ». Seul Salif Coulibaly, le chef de la troupe des artistes, a le privilège d'avoir sa propre chambre avec un verrou.
Neuf métiers sont présentés par autant d'artisans ivoiriens qui « pratiquent leur art traditionnel » dans les cases du village devant les touristes. On trouve ainsi un forgeron, un bronzier, une potière, un tisserand, un peintre ou encore un sculpteur sur bois,. Tous les jours de la semaine, les artistes et artisans animent le village, vêtus d'habits traditionnels. Ils doivent enchaîner les performances toutes les 30 minutes, jusqu'à la fermeture du parc à 19 h, dans des températures qui, parfois, ne dépassent pas 15 °C. Les danseuses, toutes mineures, ayant entre 13 et 15 ans, doivent danser le n'goron, une danse traditionnelle ivoirienne, de 12 h 30 à 18 h 30 après avoir étudié à l'école le matin. Elles ont été préalablement choisies par la femme du directeur de la troupe selon leur poitrine, la pratique de cette danse exigeant d'avoir des seins fermes. Les femmes dansent souvent seins nus, en extérieur. Elles ne sont vêtues que d'un morceau de pagne et d'un bambou, sans chaussures, lors de leurs représentations. Selon le témoignage d'une de ces danseuses, Edith Lago, les filles de la troupe étaient également violées par un dirigeant du groupe.
En cas de problème de santé, la direction fait appel aux vétérinaires du zoo afin de soigner les Ivoiriens,.

### Controverses

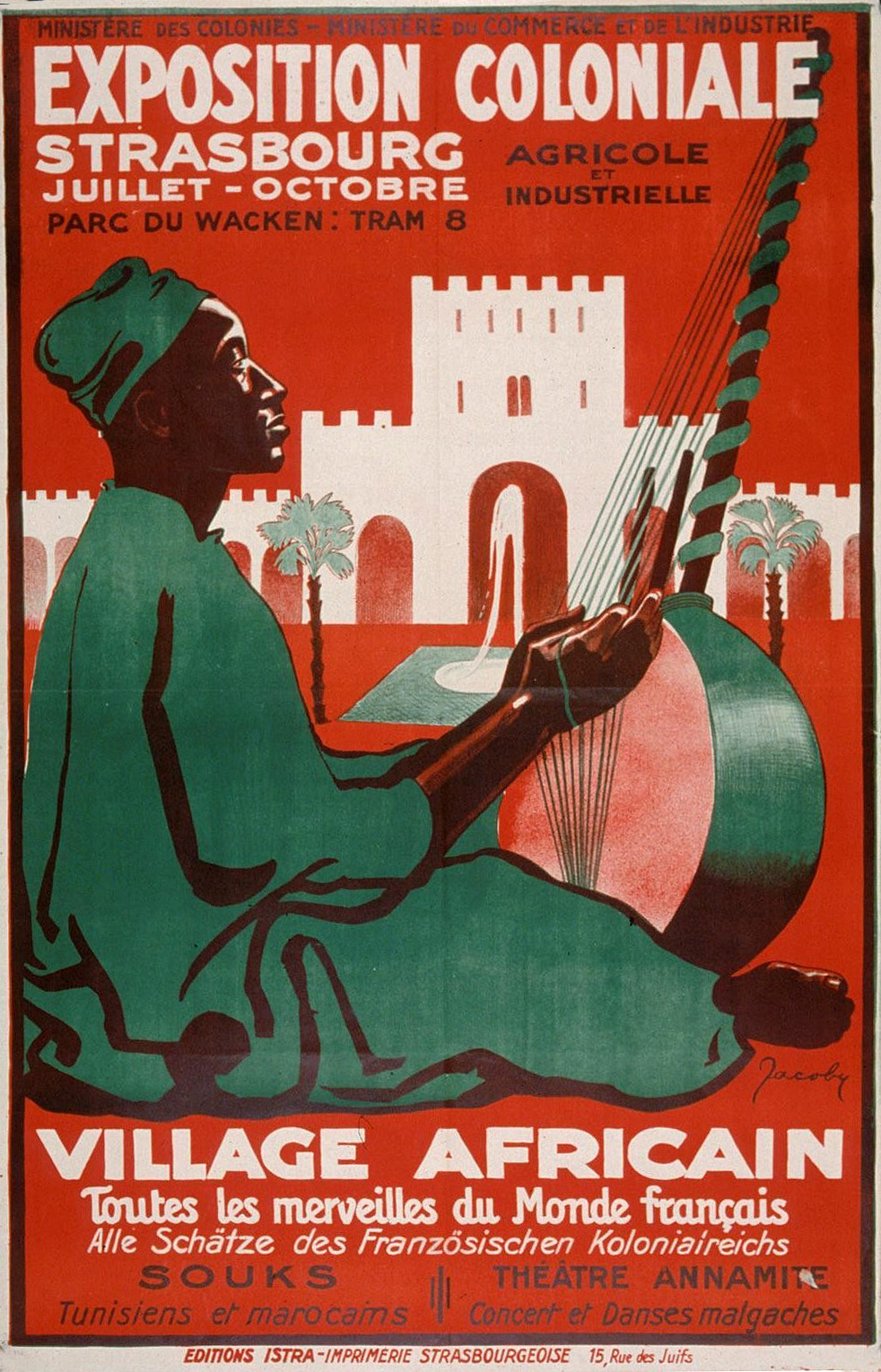
Pour ses détracteurs, le « village de Bamboula » constitue un retour aux temps des expositions coloniales (comme ici celle de Strasbourg en 1924) qui mettaient en avant les stéréotypes les plus racistes.

Avant même l'ouverture du village de Bamboula, les musiciens de la CGT déclarent, lors d'une conférence de presse le 11 avril, avoir saisi la préfecture qui a accordé des visas de tourisme aux Ivoiriens et alerté la DDASS au sujet des enfants qui ne seraient pas accompagnés de leurs parents. Estimant que « ce sont les lois françaises et le statut des artistes en représentation qui s'appliquent, cela d'autant plus que la troupe est là pour sept mois », ils demandent aussi à l'inspection du travail de prononcer la fermeture du parc jusqu'à ce que la situation des habitants du village soit régularisée.
La section nantaise du Syndicat national des artistes musiciens (SNAM), affiliée à la Fédération CGT du spectacle, dénonce le 12 avril les conditions de travail des artistes et artisans ivoiriens : pas de rémunération individuelle payée en francs français, l'absence de jours de repos programmés jusqu'au 23 novembre de la même année et la non-scolarisation des mineurs dont certains ont moins de 16 ans. Ce même syndicat compare le village à « une nouvelle exposition coloniale » où sont présentés, « en parallèle, des animaux vivant en semi-liberté, d'une part, et, d'autre part, des hommes, des femmes et des enfants vivant eux aussi dans leur univers reconstitué au sein d'un parc zoologique ». Philippe Gautier, alors représentant du SNAM-CGT, déclare même que « tout était écrit dans le journal local avant même que ça commence : qu'ils n'allaient pas être salariés français mais payés au tarif de la Côte d'Ivoire. Il y avait des enfants qui travaillaient sept jours sur sept, personne n'a pensé qu'il y avait une obligation scolaire en France ».
Selon Sandrine Lemaire, professeure agrégée en histoire, le concept du « faux » village résonne fortement avec les attractions de l'époque coloniale. En effet, elle explique qu'« en plus du processus d’exhibition, on leur demande de rejouer une vie quotidienne supposée. Tout cela est très similaire au zoo humain ». Elle critique également le fait que la visite du parc animalier se finisse par celle du village africain, déclarant qu'« en mêlant des humains à des animaux, on les présente, si l'on puit dire, plus proches de l'animal que de la civilisation, comme des sauvages. On est encore dans des stéréotypes très coloniaux ».
De même, Pascal Blanchard et Nicolas Bancel relèvent que, même si le village de Bamboula permet davantage d'interactions entre les exhibés et les visiteurs que dans les anciens zoos humains, il maintient tout de même les espaces entre ces deux groupes clairement délimités, concrétisant « ce pont entre notre contemporanéité et l'histoire des spectacles ethniques ».
Enfin, selon François Tchernia, un des réalisateurs du documentaire Le village de Bamboula, l'administration française au niveau de la préfecture de Loire-Atlantique, de l'inspection du travail et de la direction départementale des Affaires sanitaires et sociales a contourné le droit du travail en appliquant le droit ivoirien sur le sol français, ce qu'il estime être « une aberration totale ». Dans un entretien paru dans le magazine La Lettre du Spectacle en janvier 2022, Philippe Gautier déclare, qu'à l'époque, le collectif pensait que l'administration avait été trompée par la direction du parc avant de découvrir que les tampons officiels avaient été apposés sur les documents administratifs et que les pièces avaient été contrôlées et estimées valables.

### Mobilisation contre l'établissement
Le dispositif du parc, ainsi que les conditions de travail des salariés ivoiriens, pousse certaines associations locales à mener des actions contre le parc.
Le collectif « Non à la réserve humaine » voit ainsi le jour à la suite de la mobilisation de plusieurs associations humanistes : la Ligue des droits de l'Homme, le SNAM-CGT, le GASPROM (branche nantaise de l'Association de soutien aux travailleurs immigrés), SOS Racisme, la Pastorale des migrants, l'Association des Sénégalais de Nantes, le collectif Tintin au Congo, le Syndicat des avocats de France,, etc. L'association Les Anneaux de la Mémoire, qui a attiré environ 400 000 visiteurs à l'exposition consacrée à « l'histoire de la traite et de l'esclavage colonial » à Nantes entre fin décembre 1992 et 1994, se rallie aussi à eux. Finalement, une trentaine d'associations rejoignent le collectif.
De plus, le collectif « Non à la réserve humaine » déclare être « scandalisé par le concept du village africain, les initiatives niant les droits les plus élémentaires de l'homme et de l'enfant, les ravalant en fonction de leurs origines ethniques au rang d’animaux observables ». Il dénonce également le fait que les procédures mises en place dans le village, tant en ce qui concerne le droit du séjour que le droit du travail, seraient en contradiction totale avec les lois du territoire français. À la fin du mois d'avril, Dany Laurent accepte d'ouvrir des négociations avec le collectif qui obtient un SMIC français payé en France pour les ressortissants ivoiriens (et non plus un retour au pays comme prévu initialement) et la venue d'une institutrice pour faire classe aux enfants.
Selon Yoann de Montgrand, réalisateur du documentaire Le Village de Bamboula en 2022, le collectif « Non à la réserve humaine » a mené des actions auprès des visiteurs du parc afin de les sensibiliser, mais se serait heurté à l'indifférence générale. Ainsi, durant plusieurs dimanches de suite, le collectif a distribué des milliers de tracts aux visiteurs leur demandant de protester auprès de la direction du parc par rapport au non-respect du Code du travail et des droits de l'homme.

## Interventions judiciaires

### Actions en justice
La mobilisation de « Non à la réserve humaine » permet de dénoncer les faits qui se déroulent dans le village de Bamboula et de les porter devant la justice. Après plusieurs réclamations restées sans réponse, le collectif décide finalement d'assigner le parc Safari en référé. Les membres du collectif sont alors invités à une réunion par le préfet durant laquelle le parc accepte d'augmenter tous les artistes et de leur assurer une couverture sociale à condition que le collectif retire son référé. Mais peu de choses évoluent réellement : les sorties hors du parc sont toujours contrôlées tandis que les enfants continuent de travailler un jour sur deux et ne sont suivis que pendant un mois, le matin, par une institutrice. Par ailleurs, les artisans et les artistes ne perçoivent pas le SMIC comme convenu, la nourriture, le logement et les charges étant dorénavant à leurs frais. Ils ne sont payés que 400 000 francs CFA par mois au lieu des 600 000 qui correspondaient au SMIC français en 1994.
Dans le Journal officiel du Sénat du 5 mai 1994, la sénatrice PCF du Val-d'Oise Marie-Claude Beaudeau pose une question écrite au gouvernement sur « l'atteinte grave au respect de la dignité humaine commise au parc Safari ». Elle signale « qu'aucune mesure n'a été prise par les pouvoirs publics pour faire cesser l'exhibition de 25 hommes, femmes, enfants venus de la Côte-d'Ivoire et présentés dans des cases à côté d'animaux vivants, au village de "Bamboula" ». Le 4 août 1994, Pierre Méhaignerie, ministre de la Justice, fait savoir « que la réplique du village ivoirien installé au parc de Port-Saint-Père est une manifestation organisée par les autorités ivoiriennes dans le cadre des échanges touristiques et culturels entre la France et la Côte-d'Ivoire afin de promouvoir l'image de la Côte-d'Ivoire dans notre pays. L'installation de ce village a également été décidée dans la perspective de l'ouverture d'une ligne aérienne directe Nantes-Abidjan. La direction départementale du travail de Loire-Atlantique a délivré l'autorisation provisoire de travail collective nécessaire, et est intervenue afin de vérifier le respect de la législation française du travail et de la sécurité sociale. Constatant que des points relatifs au respect du SMIC et des textes relatifs au travail des mineurs méritaient d'être revus, elle a engagé des négociations avec la direction du village, qui ont abouti à la régularisation de cette situation. Dans ces conditions, aucun procès-verbal n'a été transmis au parquet territorialement compétent ».
La situation des artistes et des artisans ivoiriens ne s'améliorant pas, le collectif « Non à la réserve humaine » entame en juillet 1994 une seconde action en justice durant laquelle un rapport d'expert est exigé par le juge.

### Départ des Ivoiriens
Le 16 septembre 1994, un expert mandaté par le tribunal de Nantes se rend au village de Bamboula afin d'y constater les manquements relatifs à la dignité humaine. Mais il s'avère que les vingt-cinq ressortissants ivoiriens ont quitté précipitamment Port-Saint-Père, deux jours auparavant,, à la demande du directeur du parc ; ce dernier ne leur a payé qu'une petite partie de leur salaire. 
Le fait que leur séjour était prévu pour six mois ou que leur départ serait lié à de mauvais chiffres de fréquentation du parc font partie des hypothèses avancées pour expliquer leur départ. Pour François Tchernia, la piste la plus plausible serait celle d'un départ précipité lié à l'ouverture de l'enquête, l'expert mandaté trouvant les locaux vidés de leurs occupants lors de sa venue.

### Condamnation et conséquences
Le 1er juillet 1997, le tribunal de grande instance de Nantes condamne le parc pour des violations du droit du travail, et de droits aussi fondamentaux que celui « d'aller et venir », au préjudice des « contractants ivoiriens ». Le parc verse alors un franc symbolique aux associations qui l'ont attaqué, payant par ailleurs 4 000 francs de dommages et intérêts pour les frais de justice. Pour Sandrine Lemaire, l'unique raison de la fermeture du village est le travail illégal, s'étonnant ainsi du fait que « ce n'est pas tant la morale qui a choqué, mais plutôt l'aspect financier et légaliste de la chose ».
Présente lors du procès, la sœur Joseph Guillory (membre de La Pastorale des Migrants et du collectif « Non à la réserve humaine ») voit une banalisation du racisme à travers l'existence d'un tel village plusieurs dizaines d'années après la fin des zoos humains. Ainsi, même si elle pense que Dany Laurent était un « homme de bonne volonté » souhaitant proposer une attraction afin d'attirer davantage de visiteurs, il n'aurait « pas du tout mesuré l'impact dans la société du fait que des êtres humains étaient enfermés dans le même espace que les animaux »,. De son côté, Marc Chatellier, membre du GASPROM et du collectif « Non à la réserve humaine », les gens allaient visiter le parc « endormis », s'étonnant qu'ils n'aient pas vu « la répétition à des époques certes différentes des mêmes formes d’exploitation et de domination ».
En 1999, le parc Safari Africain décide de prendre officiellement le nom de Planète sauvage afin de « gommer de mauvais souvenirs liés au nom de safari africain ». La partie du parc où était situé le village de Bamboula a depuis été refaite et agrandie. Ainsi, un nouvel espace animalier sur le thème de l'île de Madagascar avec des lémuriens voit le jour en 2013. Afin de « donner une âme au village », le village africain est, quant à lui, reconverti en « Village de Kirikou » en 2014, après que le parc a réussi à rallier à ce projet Michel Ocelot, le producteur et auteur des dessins animés avec le personnage de Kirikou. 
La polémique autour de ce village entraîne aussi la disparition des biscuits et du personnage Bamboula de la Biscuiterie Saint-Michel qui choisit d'éviter d'être associée à l'un des derniers zoos humains français. Ainsi, la société allemande Bahlsen, qui rachète à l'époque l'entreprise française, remplacera les Bamboula par sa propre marque de biscuits « Zoo ».

## Postérité
En janvier 2022, le documentaire Le Village de Bamboula, raconté en voix off par le réalisateur Jean-Pascal Zadi, est diffusé pour la première fois sur France 3. On peut ainsi voir les témoignages, recueillis par Yoann de Montgrand et François Tchernia, de ceux qui ont vécu dans ce village et qui ont lutté pour leur dignité. Ce projet est le résultat de deux ans de travail durant lesquels les deux journalistes retrouvent différents acteurs de ce qu'ils qualifient de « dernier zoo humain en France ». Néanmoins, ni les actuels dirigeants de Planète sauvage, ni Jean-Marc Ayrault (député et maire de Nantes au moment des faits), ni le fils de Dany Laurent ont refusé de témoigner. À travers ce documentaire, Yoann de Montgrand déclare avoir « souhaité raconter comment le racisme était invisibilisé dans les années 1990, alors que l'on pensait que ce problème était résolu ».

### Filmographie
- Yoann de Montgrand et François Tchernia (réalisateurs), documentaire « Le village de Bamboula », Hauteville Productions (producteur et distributeur), France Télévisions, France 3 Pays de la Loire (diffuseurs), France, 2021, 52 minutes.